# Cestovní pas Bosny a Hercegoviny

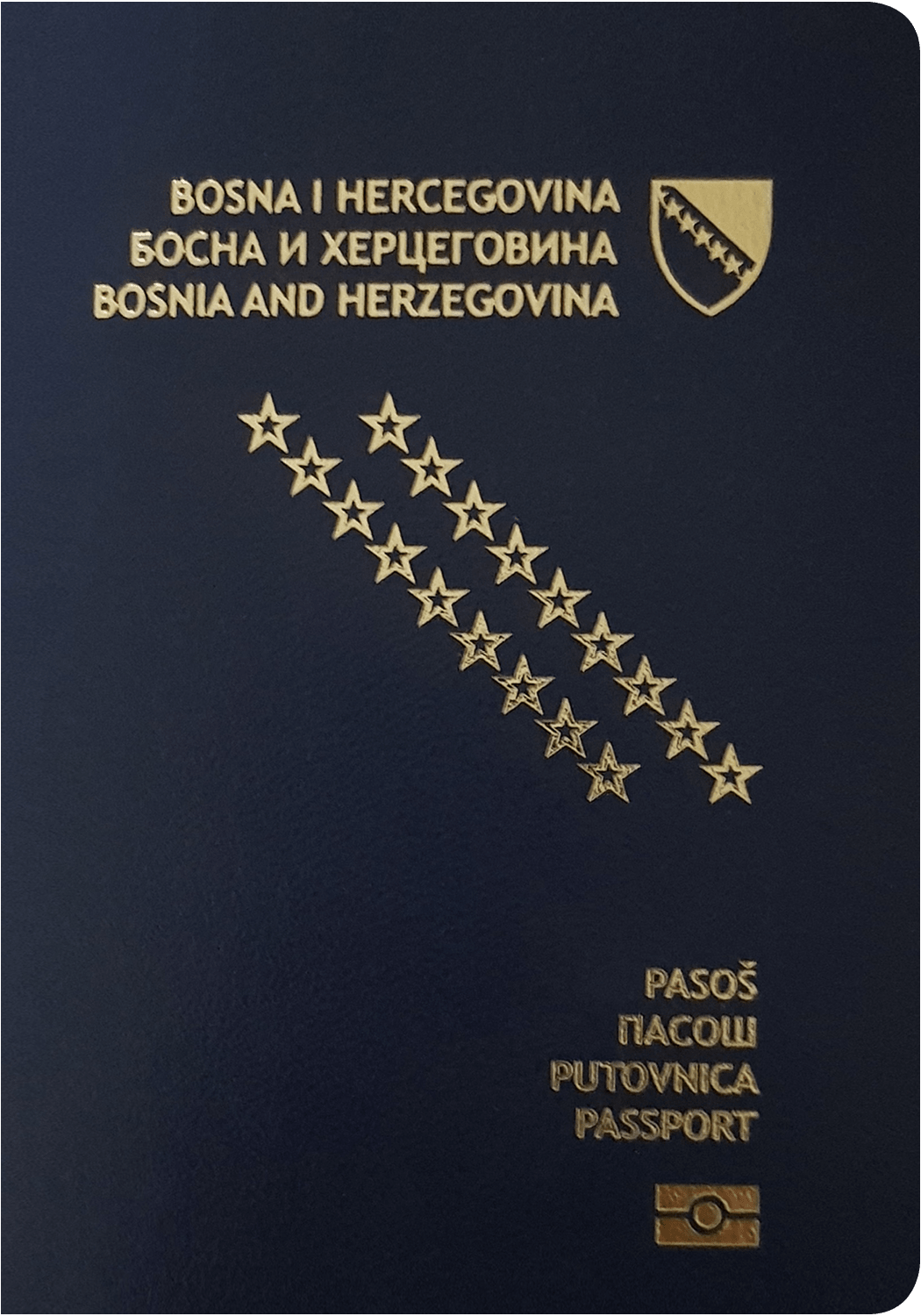
Bosenský cestovní pas

Cestovní pas Bosny a Hercegoviny je cestovní doklad vydávaný občanům Bosny a Hercegoviny pro mezinárodní cestování.
Bosenský pas patří mezi 5 pasů s nejlepším zlepšením hodnocení na světě od roku 2006, pokud jde o počet zemí, kam mohou jeho držitelé vstoupit i bez víza. Je to 47. nejlepší cestovní pas na světě a umožňuje občanům Bosny a Hercegoviny cestovat do 118 zemí bez víz nebo na vízum po příjezdu.

## Vízové požadavky

Vízové požadavky občanů Bosny a Hercegoviny
Bosna a Hercegovina
Vízum není třeba
Vízum udělována při příjezdu
eVisa
Vízum dostupné při příjezdu i online
Vízum nutné předem